# Millerit
Millerit là khoáng vật niken sulfide, NiS. Nó có màu đồng thau và dạng tinh thể hình kim, thường tạo thành khối xòe ra và hỗn hợp có dạng như lông thú. Nó có thể được phân biệt với pentlandit bởi dạng thường tinh thể, màu đục hơn, và sự thiếu kết hợp với pyrit hoặc pyrrhotit.

## Cộng sinh
Millerit là một khoáng vật biến chất phổ biến thay thế cho pentlandit bên trong đá siêu mafic serpentinit. Nó thường được hình thành bằng cách bỏ đi lưu huỳnh từ pentlandit hoặc khoáng vật niken sulfat trong quá trình biến chất hoặc quá trình biến chất trao đổi.
Millerit thường được hình thành từ đá tịch tụ olivin nghèo lưu huỳnh bởi sự cấu tạo hạt nhân. Millerit được cho rằng tạo thành từ lưu huỳnh và niken tồn tại trong olivin nguyên thủy ở lượng rất nhỏ, và được tách ra khỏi olivine trong quá trình biến chất. Olivine nóng chảy có thể có tới 4000 ppm Ni và 2500 ppm S bên trong cấu trúc tinh thể như là sự thay thế cho các  kim loại chuyển tiếp với các ion tương tự về bán kính (Fe2+ and Mn2+).

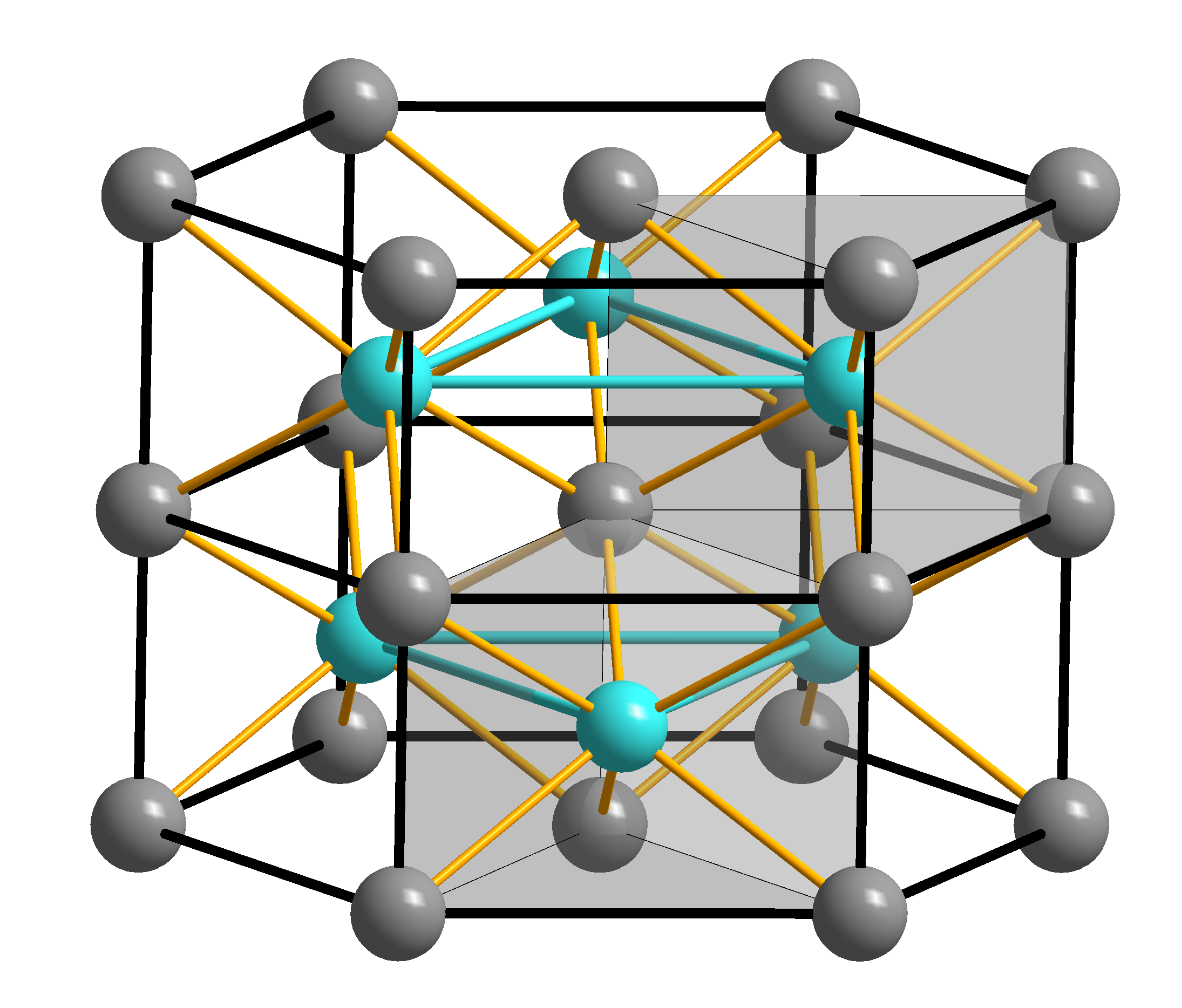
Cấu trúc tinh thể của Millerit

## Cấu trúc Millerit
Trong quá trình biến chất, lưu huỳnh và niken bên trong mạng tinh thể olivine được khôi phục lại tạo thành khoáng vật sulfide biến chất, cơ bản là millerit, trong quá trình serpentinit hóa và thay đổi đá tan carbonat. Khi đá olivin biến chất được hình thành, xu hướng cho khoáng vật là thu nhận lưu huỳnh, và đối với lưu huỳnh là bị loại bỏ thông qua sự bay hơi từ serpentinit, làm giảm tính khó bắt giữ lưu huỳnh.

## Tầm quan trọng về kinh tế
Millerit, khi được tìm thấy với nồng độ đủ, là một quặng niken rất quan trọng, bởi vì với khối lượng như một khoáng vật sulfide, nó chứa phần trăm niken cao hơn pentlandit. Điều đó có nghĩa là, với mỗi phần trăm của millerit, quặng chứa lượng niken nhiều hơn phần trăn tương ứng của pentlandit.
Millerit tạo thành một quặng quan trọng cấu thành thân quặng của Silver Swan, Wannaway, Cliffs, Honeymoon Well, Yakabindie và Mt Keith (MKD5). Nó cũng là khoáng vật phụ liên kết với mỏ niken laterit ở New Caledonia.

## Tồn tại
Millerit được tìm thấy như khoáng vật thay thế cho pentlandit bên trong mỏ niken Silver Swan, Tây Úc, và xuyên suốt nhiều thân quặng siêu mafic serpentinit của Yilgarn Craton, Tây Úc.
Cũng có thể thường thấy tinh thể có hình kim tỏa ra trong các lỗ hổng của đá vôi giàu sulfide và dolomit trong các hốc tinh. Nó cũng có thể được tìm thấy trong các thiên thạch chứa niken sắt.
Millerit được phát hiện bởi Wilhelm Haidinger vào năm 1845 trong các mỏ than ở xứ Wales. Nó được đặt tên theo nhà khoáng vật học người Anh William Hallowes Miller. Khoáng vật khá hiếm ở dạng mẫu vật, và nguồn phổ biến nhất của khoáng vật là ở khu vực Halls Gap ở  hạt Lincoln, Kentucky ở Mỹ.

## Tranh ảnh

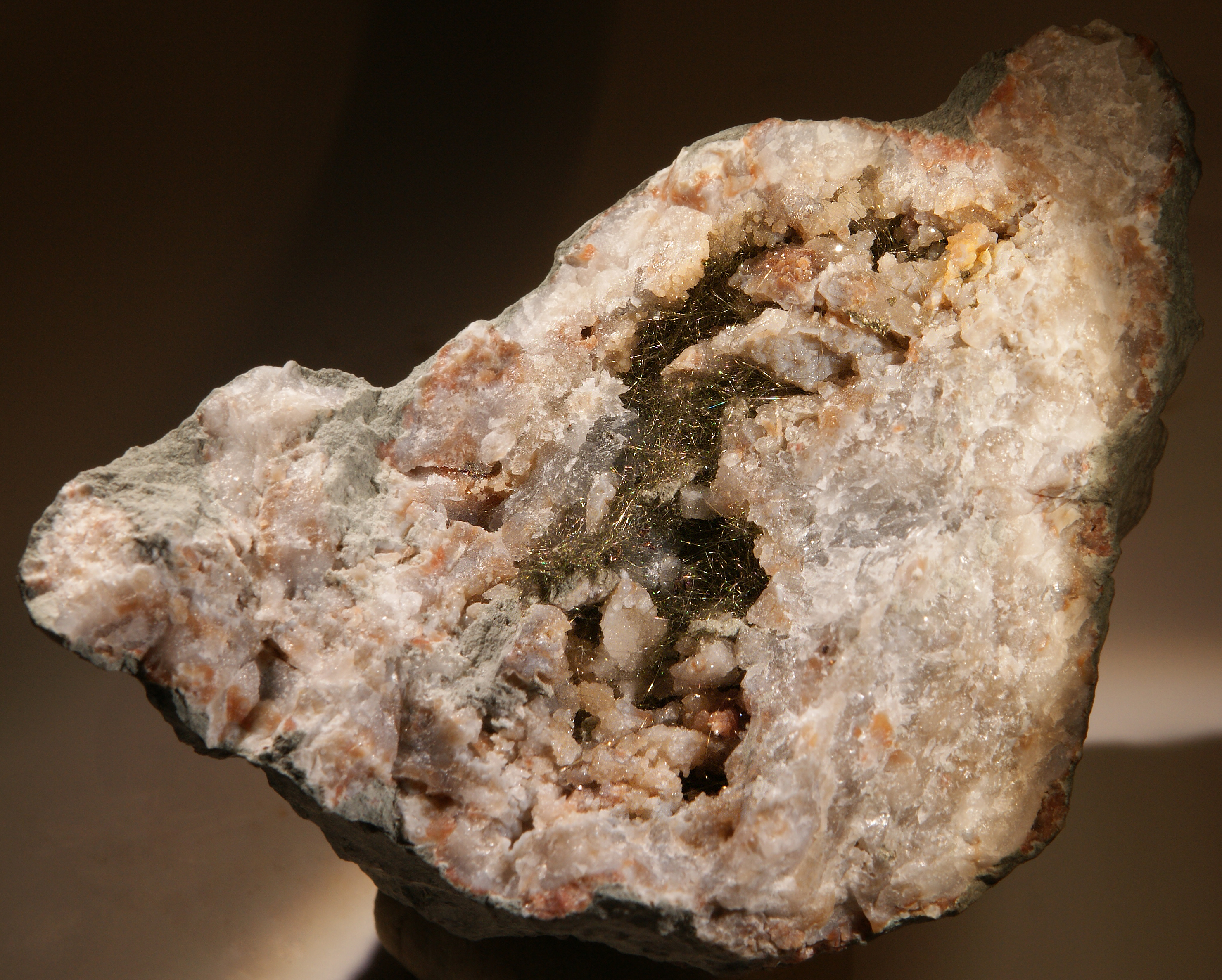
Millerite - mine Sterling, New York, Etats-Unis
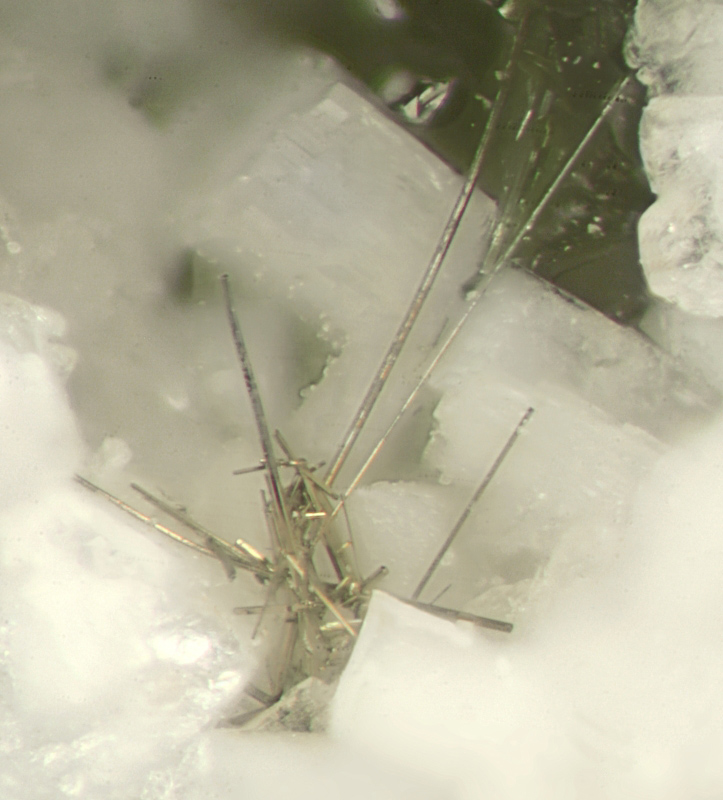
Carrière de Poudrette, Mont Saint-Hilaire, Quebec
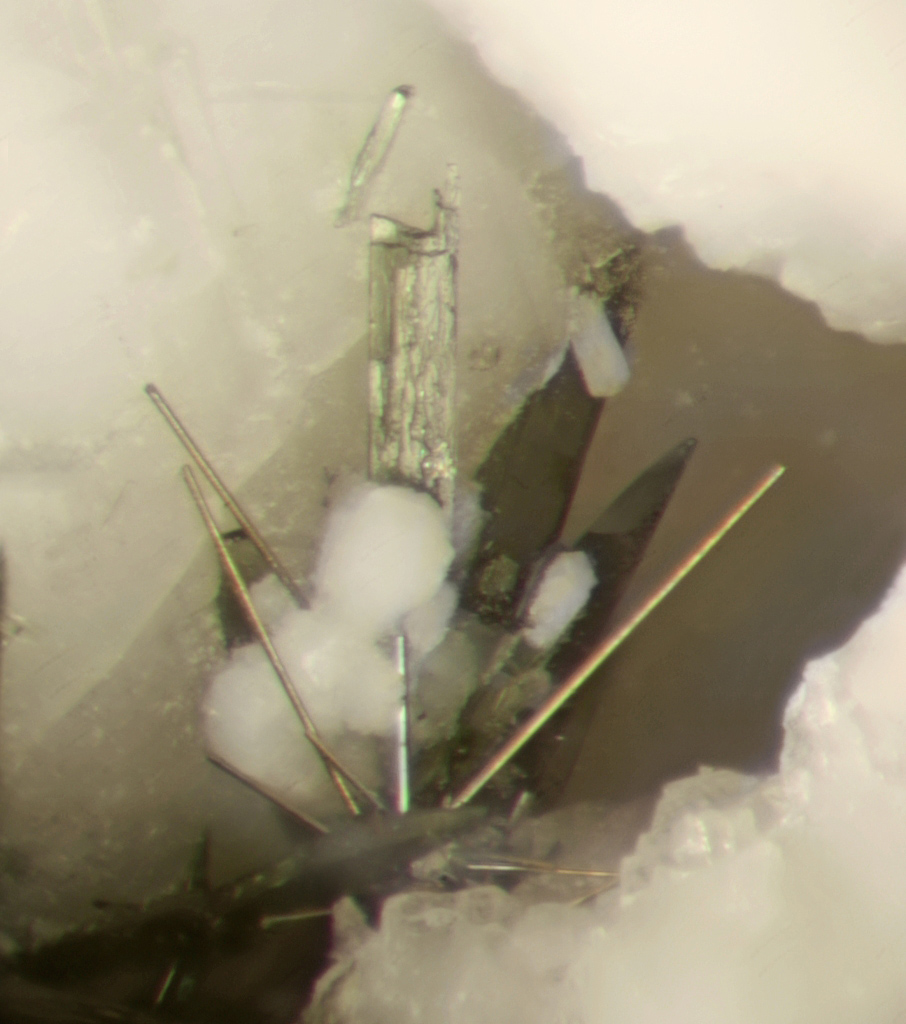
Carrière de Poudrette, Mont Saint-Hilaire, Quebec